# Стоморина
Стоморина је мало ненасељено острво у хрватском делу Јадранског мора.
Стоморина се налази северозападно од острва Чешвиница, западно од Ластова од којег је удаљен око 2,2 км. Површина острва износи 0,295 км². Дужина обалске линије је 3,17 км.. Највиши врх на острву висок је 57 метара.